# Вардересян Вардуї Карапетівна
Вардуї Карапетівна Вардересян (вірм. Վարդուհի ՎարդերեսյանՎարդուհի Վարդերեսյան; 1928—2015) — вірменська радянська актриса театру та кіно. Народна артистка СРСР (1988).

## Біографія
Народилася 19 березня 1928 року в Бухаресті.
В 1946 році, у віці 18 років, переселилася на свою історичну батьківщину — Вірменію.
Навчалася в студії при Ленінаканському драматичному театрі імені А. Мравяна (нині Гюмрійский драматичний театр імені Вардана Аджемяна). З 1947 року виступала в цьому ж театрі.
З 1958 року — актриса Вірменського театру імені Р. Сундукяна в Єревані.
Похована в пантеоні парку імені Комітаса.

### Родина
- Чоловік — Геворк Амбарцумович Абаджян (1920—2007), радянський і вірменський літературознавець, театрознавець, Заслужений діяч мистецтв Вірменської РСР, старший брат Володимира Амвросійовича Абаджяна.

## Звання та нагороди
- Народна артистка Вірменської РСР (11.03.1965).
- Народна артистка СРСР (1988).
- Орден Дружби народів[4].
- Орден «Знак Пошани» (27.06.1956).
- Орден Святого Месропа Маштоца (2013).
- Медаль Мовсеса Хоренаци (1995).
- Державна премія Вірменської РСР.
- Почесний громадянин Єревана (2001).
- Приз імені Вардана Аджемяна і Арусь Асрян (2010) — за роль Клари Цаханасян у виставі «Візит дами» на врученні театральної премії «Артавазд»[5].

## Творчість

### Ролі в театрах
- «Через честь» Олександр Ширванзаде —  Маргарита Єлізбарова
- «Вишневий сад» Антон Чехов —  Раневська
- «Візит старої дами» Фрідріх Дюрренматт —  Клара Цаханассьян
- «У горах моє серце» Вільям Сароян —  Джонні
- «Старі боги» Левон Шант —  княгиня
- «Дядя Багдасар» Акоп Паронян —  Ануш
- «Ахацел» А. Варданяна —  Шнорхік
- «Хатабала» Габріель Сундукян —  Маргрит
- «Вороги» Максим Горький —  Надя
- «Дерева вмирають стоячи» Алехандро Касона —  бабуся .

### Фільмографія
- 1955 — «У пошуках адресата» —  Аревик
- 1956 — «Через честь» —  Маргарита Єлізбарова
- 1957 — «Серце матері» —  Маріам
- 1959 — «Стрибок через прірву» —  Гаяне
- 1960 — «Північна веселка» —  Нуне
- 1962 — «Кроки»
- 1963 — «Шлях на арену» —  Маро
- 1966 — «Мсьє Жак та інші» (кіноальманах) («Уявний донощик») — Зару
- 1967 — «Каріне» —  дружина адвоката
- 1969 — «Кум Моргана» —  Магтах
- 1972 — «Айрік» —  Нвард
- 1973 — «Пригоди Мгер у відпустці»
- 1979 — «Блакитний лев» —  домробітниця
- 2002 — «Поїздка» («The Journey») (США) —  бабуся Єви